# Vila Viçosa
Vila Viçosa ist eine Kleinstadt (Vila) und ein Kreis (Concelho) in Portugal mit 7387 Einwohnern (Stand 19. April 2021). Der Ort ist für die Palastanlage und für seine bedeutenden Marmorvorkommen bekannt.

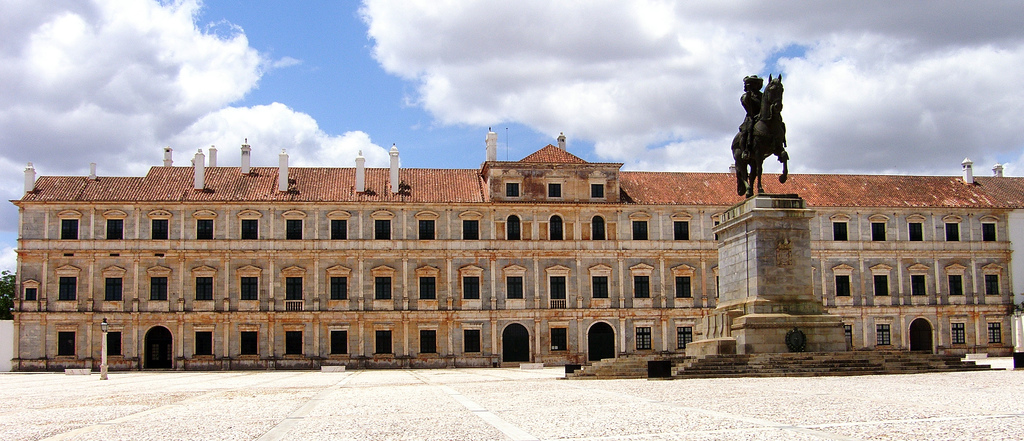
Fassade des Palastes der Familie de Bragança

## Geschichte
Die Umgebung von Vila Viçosa wurde bereits durch die Kelten und später die Römer besiedelt. Die Region war Teil des Westgotenreiches und wurde später von den Mauren erobert. Im Jahr 1217 kam es zur Rückeroberung (Reconquista) und König Alfons III. gab Vila Viçosa die Stadtrechte im Jahre 1270. Im frühen 14. Jahrhundert ließ König Dionysius I. eine Burg bauen.
1461 kam die Region unter die Herrschaft der Familie Bragança. Ab 1501 erbaute die Familie außerhalb der alten Burg und der Stadtmauern einen neuen Palast. In der Nachbarschaft entstanden zwei Klöster und an Stelle der alten Burg auf dem Berg wurde eine neue Festung angelegt, die die Entwicklung der Artillerie berücksichtigte. Der neue Palast wurde aus Anlass einer Hochzeit im Haus Bragança 1537 durch einen neuen Flügel mit Marmorfassade und Treppenhaus im Stil der Hochrenaissance erweitert.
Als Herzog João von Bragança 1640 zum König Johann IV. von Portugal ausgerufen wurde, zog die Familie Bragança nach Lissabon um, nutzte den riesigen Palast in Vila Viçosa aber weiter als Sommerresidenz. Damit verlor Vila Viçosa in Hinblick auf die große Politik an Bedeutung. Im 18. und 19. Jahrhundert wurde die Anlage umgebaut und erweitert. Von dieser Epoche zeugen die Deckengemälde und die eindrucksvolle Küchenanlage.

## Verwaltung

Der Kreis mit seinen Gemeinden nach der Verwaltungsreform 2013

### Kreis
Vila Viçosa ist Verwaltungssitz eines gleichnamigen Kreises (Concelho). Die Nachbarkreise sind (im Uhrzeigersinn im Norden beginnend): Elvas, Alandroal, Redondo sowie Borba.
Mit der Gebietsreform im September 2013 wurden die Stadtgemeinden Conceição und São Bartolomeu zur neuen Gemeinde Nossa Senhora da Conceição e São Bartolomeu zusammengefasst. Der Kreis besteht seither aus den folgenden vier Gemeinden (Freguesias):

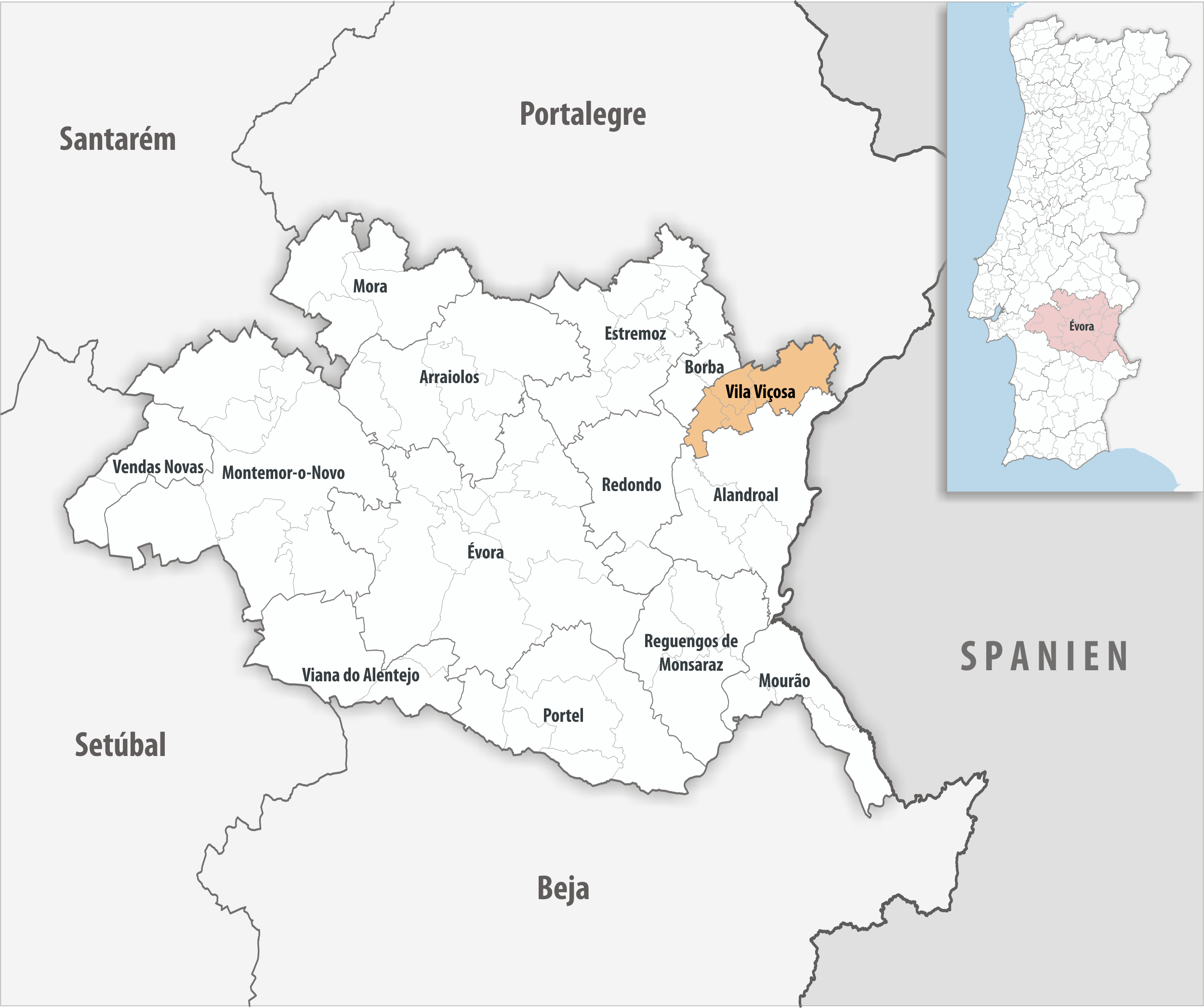
Kreis Vila Viçosa

| Gemeinde                                    | Einwohner (2021) | Fläche km² | Dichte Einw./km² | LAU- Code |
| ------------------------------------------- | ---------------- | ---------- | ---------------- | --------- |
| Bencatel                                    | 1.480            | 36,21      | 41               | 071401    |
| Ciladas                                     | 816              | 107,51     | 8                | 071402    |
| Nossa Senhora da Conceição e São Bartolomeu | 4.634            | 33,19      | 140              | 071406    |
| Pardais                                     | 457              | 17,95      | 25               | 071404    |
| Kreis Vila Viçosa                           | 7.387            | 194,86     | 38               | 0714      |

### Bevölkerungsentwicklung
| Einwohnerzahl im Kreis Vila Viçosa (1801–2011) | Einwohnerzahl im Kreis Vila Viçosa (1801–2011) | Einwohnerzahl im Kreis Vila Viçosa (1801–2011) | Einwohnerzahl im Kreis Vila Viçosa (1801–2011) | Einwohnerzahl im Kreis Vila Viçosa (1801–2011) | Einwohnerzahl im Kreis Vila Viçosa (1801–2011) | Einwohnerzahl im Kreis Vila Viçosa (1801–2011) | Einwohnerzahl im Kreis Vila Viçosa (1801–2011) | Einwohnerzahl im Kreis Vila Viçosa (1801–2011) | Einwohnerzahl im Kreis Vila Viçosa (1801–2011) |
| ---------------------------------------------- | ---------------------------------------------- | ---------------------------------------------- | ---------------------------------------------- | ---------------------------------------------- | ---------------------------------------------- | ---------------------------------------------- | ---------------------------------------------- | ---------------------------------------------- | ---------------------------------------------- |
| 1801                                           | 1849                                           | 1900                                           | 1930                                           | 1960                                           | 1981                                           | 1991                                           | 2001                                           | 2011                                           |                                                |
| 5.697                                          | 5.821                                          | 7.163                                          | 8.444                                          | 9.974                                          | 8.546                                          | 9.068                                          | 8.871                                          | 8.319                                          |                                                |

### Kommunaler Feiertag
- 16. August

## Wirtschaft
Der Abbau von Marmor und dessen Weiterverarbeitung stellt den bedeutendsten Wirtschaftszweig des Kreises dar. Der Fremdenverkehr stellt einen weiteren wichtigen Wirtschaftsfaktor dar. Daneben ist die Landwirtschaft zu nennen.

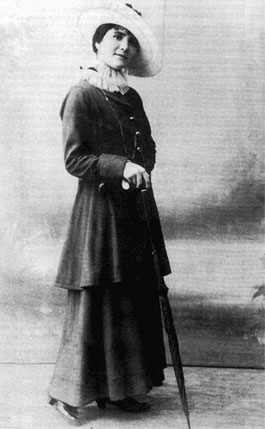
Florbela Espanca, vor 1930

## Söhne und Töchter der Stadt
- Fadrique de Portugal († 1539), Erzbischof von Saragossa, Vizekönig Kataloniens
- Martim Afonso de Sousa (etwa 1500–1571), adliger Seefahrer und Militär, erster Gouverneur Brasiliens
- Públia Hortênsia de Castro (1548–1595), humanistische Schriftstellerin und Philosophin
- Francisco de Lucena (1578–1643), hingerichteter Diplomat und Politiker, Premierminister 1640–1642
- Johann IV. (1604–1656), portugiesischer König 1640–1656
- António de Oliveira de Cadornega (1623–1690), Militär und Historiker, der vor allem in Angola wirkte
- Teodósio de Bragança (1634–1653), Prinz von Brasilien, vorzeitig gestorbener Thronfolger, Sohn Johann des IV.
- Francisco Inocêncio de Sousa Coutinho (1726–1780), Militär und Kolonialverwalter, Gouverneur Angolas 1764–1772
- Henrique Pousão (1859–1884), Maler
- Florbela Espanca (1894–1930), Schriftstellerin
- Bento de Jesus Caraça (1901–1948), Mathematiker, Hochschullehrer und kommunistischer Aktivist
- António Eduardo Lobo Vilela (1902–1966), Geograph, Pädagoge, Autor und Politiker
- Túlio Espanca (1913–1993), Kunsthistoriker und Autor, Cousin Florbela Espancas
- Nuno Portas (1934–2025), Architekt
- Fernando Matos Silva (* 1940), Filmregisseur